# Éliane Montel
Pour les articles homonymes, voir Montel.
Éliane Montel, née le 8 octobre 1898 à Marseille et morte le 24 janvier 1993 à Paris, est une physicienne française.

## Biographie

### Famille
Éliane Montel est née le 8 octobre 1898 à Marseille. Elle est la fille de Jacob Nerval Montel, négociant, et d'Eva Esther Fitt.

### Formation
Élève de l'École normale supérieure de jeunes filles de Sèvres en section sciences (promotion S1920), elle obtient d'abord en 1919 son certificat d'aptitude à l'enseignement secondaire pour jeunes filles puis l'agrégation pour jeunes filles en sciences en 1923.

### Carrière professionnelle

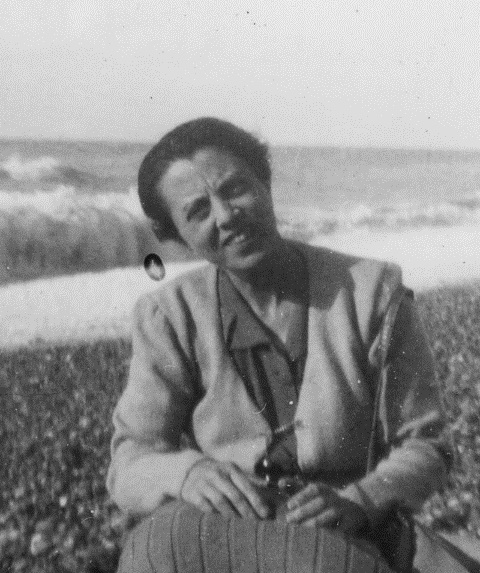
Éliane Montel.

En novembre 1927, elle est autorisée par Marie Curie à s'inscrire au laboratoire de l'Institut du Radium comme « travailleur libre ». Elle y sera jusqu'en 1928.
Après son départ de l'Institut du Radium, elle enseigne dans une école de l'enseignement secondaire de 1929 à 1930.
En 1930, elle demande à Marie Curie de lui obtenir une bourse Rothschild pour l'année scolaire 1930-1931 et l'obtient, mais elle doit cesser ses recherches pour s'occuper de sa mère et ne peut finir l'année scolaire.
En 1931, elle obtient un poste d'attachée de recherches à l'École municipale de physique et de chimie industrielles de la ville de Paris, dans le laboratoire de Paul Langevin. De sa relation avec celui-ci, elle a en 1933 un fils, Paul-Gilbert Langevin, qui sera enseignant et musicologue. Elle reste proche de Paul Langevin jusqu'à la mort de celui-ci en 1946.
Frédéric Joliot-Curie, qui a pris Éliane Montel dans son laboratoire au Collège de France, est tenu par elle au courant des besoins de Paul Langevin, son ancien  professeur.
Elle continue ses recherches dans le même laboratoire sous la direction de René Lucas et travaille sur les mesures de mobilités des ions gazeux.
Elle enseigne ensuite la physique et la chimie au lycée François-Ier à Fontainebleau, jusqu'à sa retraite.
Elle meurt à Paris le 24 janvier 1993 et est enterrée au cimetière du Montparnasse.

## Publications
- Éliane Montel, « Sur la pénétration du polonium dans le plomb (note) », Journal de physique et du radium, vol. 10, no 2,‎ février 1929, p. 78-80 (lire en ligne).
- Éliane Montel, « Sur la détermination des mobilités des ions gazeux (note) », Comptes rendus hebdomadaires des séances de l'Académie des sciences, Paris, Bachelier,‎ 12 avril 1939, p. 1141-1144 (lire en ligne).
- Éliane Montel, « Sur une nouvelle méthode de mesure des mobilités d'ions dans les gaz (note) », Comptes rendus hebdomadaires des séances de l'Académie des sciences, Paris, Bachelier,‎ 14 février 1944 (lire en ligne).
- Éliane Montel, « Sur la mobilité et la diffusion des ions (note) », Comptes rendus hebdomadaires des séances de l'Académie des sciences, Paris, Bachelier,‎ 8 avril 1946 (lire en ligne).
- Éliane Montel et Ouang Te Tchao, « Sur l'analyseur de Paul Langevin pour l'étude des mobilités des ions gazeux (note) », Comptes rendus hebdomadaires des séances de l'Académie des sciences, Paris, Bachelier,‎ 23 avril 1951 (lire en ligne).
- Ouang Te Tchao et Éliane Montel, « Action des rayons β de 204Tl et de 90Sr sur les films photographiques ordinaires (note) », Comptes rendus hebdomadaires des séances de l'Académie des sciences, Paris, Bachelier,‎ 28 septembre 1953 (lire en ligne).
- Ouang Te Tchao, Éliane Montel et P. Pannetier, « Sur un électromètre monofilaire de grande sensibilité (note) », Journal de physique et du radium, Paris,‎ 14 novembre 1953 (lire en ligne).
- Éliane Montel et Ouang Te Tchao, « Sur la mobilité des ions dans l'air (note) », Journal de physique et du radium, Paris,‎ 14 novembre 1954 (lire en ligne).
- Éliane Montel, « Les grands maîtres de la science: Paul Langevin », La technique moderne, Paris,‎ 1935.
- René Lucas et Éliane Montel, « Hommage à Paul Langevin: la vie, l’œuvre et l'action », Les Cahiers rationalistes, Paris,‎ 1972.
- Lucien Boes et Éliane Montel, « Hommage à Paul Langevin », Cahiers laïques, Paris,‎ 1972 (lire en ligne).
- Éliane Montel, « Langevin et le rationalisme : le savant hors de la tour d'ivoire », Scientia, Paris,‎ 1973.